# Communauté de communes de la Champagne Conlinoise
La communauté de communes de la Champagne conlinoise est une ancienne communauté de communes française, située dans le département de la Sarthe et la région Pays de la Loire.

## Histoire
La communauté de communes de la Champagne conlinoise a été créée le 1er janvier 1995. C’est un établissement public de coopération intercommunal qui regroupe les quinze communes du canton de Conlie, soit près de 10 000 habitants.
La communauté de communes met en œuvre des projets d’intérêt intercommunal qui entrent dans le cadre de compétences qui sont définies précisément dans ses statuts.
Les principales compétences de la communauté de communes de la Champagne conlinoise sont les suivantes :
- Développement économique, touristique et social
- Aménagement de l’espace
- Protection et mise en valeur de l’environnement
- Technologies de l’information et de la communication

Ces compétences ont été transférées à la communauté de communes par les communes adhérentes. Chacune des quinze communes est représentée au sein du conseil communautaire par des délégués élus par les conseils municipaux.
Pour exercer et financer les projets qu’elle conduit, la communauté de communes perçoit notamment des dotations de l’État et prélève des impôts directs par le biais des quatre taxes (taxe d’habitation – taxe foncière sur le bâti – taxe foncière sur le non bâti – taxe professionnelle). Dans le cadre de projets bien spécifiques, elle peut également percevoir des financements de l’Europe, de l’État, de la région ou/et du département.
La communauté de communes de la Champagne conlinoise travaille à partir de 2015 à un projet de fusion avec la communauté de communes du Pays de Sillé dans le cadre de la nouvelle organisation territoriale de la République.
Elle est dissoute au 31 décembre 2016 et fusionne avec la communauté de communes du Pays de Sillé pour former la communauté de communes de la Champagne Conlinoise et du Pays de Sillé.

## Composition
La communauté de communes regroupait quinze communes :
| Nom                       | Code Insee | Gentilé        | Superficie (km2) | Population (dernière pop. légale) | Densité (hab./km2) |
| ------------------------- | ---------- | -------------- | ---------------- | --------------------------------- | ------------------ |
| Conlie (siège)            | 72089      | Conlinois      | 17,16            | 1 865 (2014)                      | 109                |
| Bernay-en-Champagne       | 72033      |                | 10,34            | 497 (2014)                        | 48                 |
| La Chapelle-Saint-Fray    | 72066      | Capellofrayens | 6,38             | 472 (2014)                        | 74                 |
| Cures                     | 72111      | Curois         | 11,50            | 512 (2014)                        | 45                 |
| Degré                     | 72113      | Degréens       | 9,83             | 797 (2014)                        | 81                 |
| Domfront-en-Champagne     | 72119      |                | 20,97            | 1 019 (2014)                      | 49                 |
| Lavardin                  | 72157      |                | 7,63             | 740 (2014)                        | 97                 |
| Mézières-sous-Lavardin    | 72197      | Mézièrois      | 15,31            | 716 (2014)                        | 47                 |
| Neuvillalais              | 72216      |                | 18,86            | 587 (2014)                        | 31                 |
| Neuvy-en-Champagne        | 72219      | Noviciens      | 14,79            | 376 (2014)                        | 25                 |
| La Quinte                 | 72249      | Quintois       | 8,81             | 801 (2014)                        | 91                 |
| Ruillé-en-Champagne       | 72261      | Ruilléens      | 14,93            | 344 (2014)                        | 23                 |
| Sainte-Sabine-sur-Longève | 72319      | Sabinois       | 11,82            | 747 (2014)                        | 63                 |
| Saint-Symphorien          | 72321      |                | 22,49            | 581 (2014)                        | 26                 |
| Tennie                    | 72351      | Tennisiens     | 33,13            | 1 131 (2014)                      | 34                 |

## Administration
| Période      | Période       | Identité      | Étiquette | Qualité                   |
| ------------ | ------------- | ------------- | --------- | ------------------------- |
| janvier 1995 | avril 2008    | Alain Ligault |           | Maire de Lavardin         |
| avril 2008   | avril 2014    | Raoul Marteau | DVD       | Maire de Conlie           |
| avril 2014   | décembre 2016 | Joël Méténier | UMP       | Maire de Saint-Symphorien |